# Ынсурэцей
Ынсурэцей (рум. Însurăţei) — город в Румынии, в жудеце Брэила.
Занимает площадь в 213,03 км².
Население (2007) — 7265 человека. По данным переписи 2002 года, 97,72% населения составляли румыны, 2,24% — цыгане.